# Beachborough
Beachborough est un hameau de Folkestone dans le Kent. Il se trouve au sud de Etchinghill.

## Origine du nom
Anciennement Bilsborough.

## Vie du hameau
Il y a un parc unique autour de Beachborough Manor.

## Transports

### Routes
- Autoroute M20
- Route A20

### Trains
- Gare de Sandling situé à 4.7 km